# Saint-Germain-sur-l'Arbresle
Saint-Germain-sur-l'Arbresle foi uma comuna francesa na região administrativa de Auvérnia-Ródano-Alpes, no departamento de Ródano. Estendia-se por uma área de 6,52 km². Em 2010 a comuna tinha 2 324 habitantes (densidade: 356,4 hab./km²).
Em 1 de janeiro de 2013, passou a formar parte da nova comuna de Saint-Germain-Nuelles.